# Дочия, Мамия Онисимович
Мамия Онисимович Дочия (1909 год, Зугдидский уезд, Кутаисская губерния, Российская империя — неизвестно, Зугдиди, Грузинская ССР) — директор Зугдидской МТС Зугдидского района, Грузинская ССР. Герой Социалистического Труда (1948).

## Биография
Родился в 1909 году в крестьянской семье в одном из сельских населённых пунктов Зугдидского уезда. Окончил Зугдидский политехнический техникум. Трудился на ответственных должностях в сельском хозяйстве Грузинской ССР. Позже был назначен директором Зугдидской МТС (предшественник — Варлам Михайлович Чикава).
Механизаторы Зугдидской МТС обслуживали различные сельскохозяйственные предприятия Зугдидского района. В 1947 году колхозы, обслуживаемые Зугдидской МТС, получили в среднем с каждого гектара по 45,2 центнера кукурузы на площади 571 гектаров. Указом Президиума Верховного Совета СССР от 21 февраля 1948 года удостоен звания Героя Социалистического Труда за «получение высоких урожаев кукурузы и пшеницы в 1948 году» с вручением ордена Ленина и золотой медали «Серп и Молот» (№ 796).
Этим же Указом званием Героя Социалистического Труда были награждён старший механик Зугдидской МТС Виктор Дзакоевич Салия.
После выхода на пенсию проживал в Зугдиди. Дата смерти не установлена.
Награды
- Герой Социалистического Труда
- Орден Ленина
- Медаль «За трудовую доблесть» (03.05.1949)
- Медаль «За трудовое отличие» — дважды (07.01.1944; 02.04.1966)